# Norcottia
Norcottia es un género de foraminífero bentónico de la subfamilia Uvigerininae, de la familia Uvigerinidae, de la superfamilia Buliminoidea, del suborden Buliminina y del orden Buliminida. Su especie tipo es Hopkinsina mioindex. Su rango cronoestratigráfico abarca desde el Helvetiense hasta el Tortoniense (Mioceno medio).

## Discusión
Clasificaciones previas incluían Norcottia en el suborden Rotaliina del orden Rotaliida.

## Clasificación
Norcottia incluye a la siguiente especie:
- Norcottia mioindex †